# Брід (Вісконсин)
Брід (англ. Breed) — місто (англ. town) в США, в окрузі Оконто штату Вісконсин. Населення — 698 осіб (2020).

## Демографія
Згідно з переписом 2010 року, у місті мешкало 712 осіб у 312 домогосподарствах у складі 205 родин. Було 636 помешкань
Расовий склад населення:
| - 97,2 % — білих - 0,8 % — корінних американців - 0,3 % — вихідців з тихоокеанських островів |

До двох чи більше рас належало 1,3 %. Частка іспаномовних становила 0,6 % від усіх жителів.
За віковим діапазоном населення розподілялося таким чином: 18,4 % — особи молодші 18 років, 61,0 % — особи у віці 18—64 років, 20,6 % — особи у віці 65 років та старші. Медіана віку мешканця становила 48,5 року. На 100 осіб жіночої статі у місті припадало 111,3 чоловіків;  на 100 жінок у віці від 18 років та старших — 110,5 чоловіків також старших 18 років.
Середній дохід на одне домашнє господарство  становив 52 543 долари США (медіана — 45 234), а середній дохід на одну сім'ю — 62 431 долар (медіана — 54 063). Медіана доходів становила 42 500 доларів для чоловіків та 31 250 доларів для жінок. За межею бідності перебувало 11,0 % осіб, у тому числі 11,6 % дітей у віці до 18 років та 10,1 % осіб у віці 65 років та старших.
Цивільне працевлаштоване населення становило 286 осіб. Основні галузі зайнятості: освіта, охорона здоров'я та соціальна допомога — 16,8 %, будівництво — 15,0 %, роздрібна торгівля — 14,3 %.